# District Sjalinski (Tsjetsjenië)
Het district Sjalinski (Russisch: Шалинский район; Sjalinski rajon, Tsjetsjeens: Шелан кIошт, Şelan khoşt) is een district (rajon) in het zuidoostelijke deel van de Russische autonome republiek Tsjetsjenië ten zuiden van de rivier Argoen.
Het district heeft een oppervlakte van 655,08 km², waarvan 296,8 km² landbouwgrond. Naast de landbouw is ook de industrie en de bouwsector belangrijk voor de regio. Het district had 109.218 inwoners bij de Russische volkstelling van 2002. In 1995 woonden er naar schatting 113.000 mensen. Het bestuurlijk centrum is de stad Sjali.
Het district werd geformeerd in 1920. Er lopen vier rivieren over het grondgebied van het district; de Argoen, Bass, Azjalka en de Choel-Choelaoe.
Het district heeft een centraal districtziekenhuis in Sjalli en een districtziekenhuis in Tsjiri-Joert.